# کافامینول
کافامینول (Cafaminol) که با نام‌های رینتن (Rhinetten)  و رینوپتیل (Rhinoptil) نیز به فروش می‌رسد، یک تنگ کننده عروقی از گروه گزانتین هاست که به عنوان ضد احتقان بینی کاربرد دارد.